# Seznam romunskih atletov
Seznam romunskih atletov.

## A
- Elena Antoci

## B
- Iolanda Balaş

## C
- Maria Cioncan
- Anișoara Cușmir-Stanciu

## D
- Constantina Diţă

## G
- Ana Maria Groza

## I
- Monica Iagăr
- Marieta Ilcu

## K
- Ella Kovacs

## L
- Fița Lovin

## M
- Lia Manoliu
- Rodica Mateescu
- Doina Melinte
- Argentina Menis

## O
- Andreea Ogrăzeanu
- Marian Oprea

## P
- Oana Pantelimon
- Mihaela Peneș
- Liliana Popescu
- Maricica Puică

## R
- Alina Rotaru

## S
- Ileana Silai
- Gabriela Szabo

## Š
- Lidia Șimon

## T
- Ionela Târlea